# 稗造村
稗造村（ひえづくりむら）は、石川県羽咋郡に存在した村。
村の名称は、当村の北半分が江戸時代に当地に存在した「稗造荘」に属していたことによる。

## 地理・概要
- 現在の志賀町、富来町（1954年ー2005年）における北東部に位置。
- 丘陵に囲まれた、富来川の中流・上流の谷、盆地の地域に位置する。
- 当時の産業は農業が主で、山林地帯では林業も行われ、木炭などを出荷していた。
- 山：高塚山 (161m)、風吹岳 (354m)、河内岳 (399m)
- 河川：富来川、広地川

## 歴史
- 1889年（明治22年）4月1日 - 町村制の施行により、羽咋郡東小室村、大西村、江添村、広地村、今田村、和田村、貝田村、尊保村、楚和村、阿川村、入釜村、灯村、鵜野屋村、地保村、切留村及び田中村を廃し、その区域をもって羽咋郡稗造村を設置する。当時は383世帯、人口2,212人。
- 1920年（大正9年）- 世帯366、人口2,181人。
- 1950年（昭和25年） - 入植が行われた、字今田の区域の一部及び字和田の区域の一部を字八千代に設定する。
- 1953年（昭和28年）- 世帯392、人口2,209人。
- 1954年（昭和29年）11月3日 - 羽咋郡富来町、福浦村、熊野村、稗造村、東増穂村、西増穂村、西海村及び西浦村を廃し、その区域をもって羽咋郡富来町を設置する。17大字は富来町の大字に継承。

## 教育
- 稗造村立稗造小学校（富来町合併後は富来町立。2004年（平成16年）4月1日に増穂小学校に統合。増穂小学校は2005年（平成17年）4月1日に富来小学校に統合。）